# Гадюка грецька лучна
Гадюка грецька лучна (Vipera graeca) — отруйна змія, родини гадюкових (Viperidae). Видову назву отримала на честь своєї присутності на грецьких луках. Раніше вважалося, що грецька лучна гадюка є підвидом Vipera ursinii, але згодом її виділили до окремого виду, оскільки вона має багато морфологічних та молекулярних відмінностей.

## Поширення
Грецька лучна гадюка отримала свою назву від місця її проживання — гірських луків Греції. Вона найчастіше зустрічається в діапазоні висот від 1600 до 2300 метрів, у гірському масиві Пінд на території Греції та Албанії, в місцях наявності трав'янистої та чагарникової рослинності на вапнякових грунтах.

## Опис
Грецька лучна гадюка відносно невеликий представник свого роду, максимальна довжина становить близько 40–44 см, залежно від статі (самки більші за самців). Максимальна довжина хвоста становить 4–5 см, причому хвости самців довші. Vipera graeca відрізняється від vipera ursinii кількістю та морфологією лусок, а також забарвленням. Певна схожість візерунків між грецькими та лучними гадюками присутня, проте вони все ж відрізняються. Грецька лучна гадюка немає темних плям на губних, бічних та спинних сторонах голови, за винятком потиличних та постільних смуг. Також вони мають білий/коричнево-сірий вентральний колір та різкий зигзагоподібний візерунок. Vipera graeca також відрізняється від своєю лускою. Носова луска розділена на дві пластинки, або ж об'єднана з носогубними. Ростральна луска має однакову висоту і ширину. Грецькі гадюки мають 2–8 лореальних лусок, 13–20 навколоочних лусок, 7–20 верхівкових лусок, 6–8 надгубних лусок з кожного боку, 7–10 підгубних лусок з кожного боку; 3–5 підборідних лусок, 120–129 вентральних лусок у самців і 119–133 у самок, а також найменшу кількість підхвостових лусок у всьому своєму комплексі: 21–29 підхвостових лусок у самців, 13–26 підхвостових лусок у самок. Верхня передочна кістка не відокремлена від носової луски, більш фрагментовані тім'яні кістки. Їхні перші три надгубні кістки вдвічі більші ніж у інших представників роду. 
Основу харчування грецької лучної гадюки зазвичай складають прямокрилі комахи. Найчастішою здобиччю, є представники видів Decticus verrucivorus, Platycleis, Stenobothrus rubicundulus.